# Giro di Svizzera 1984
Il Giro di Svizzera 1984, quarantottesima edizione della corsa, si svolse dal 13 al 22 giugno su un percorso di 1 626 km ripartiti in 9 tappe (l'ottava suddivisa in due semitappe ciascuna) e un cronoprologo, con partenza a Urdorf e arrivo a Zurigo. Fu vinto dallo svizzero Urs Zimmermann della Cilo-Aufina-Crans-Montana davanti al portoghese Acácio da Silva e all'austriaco Gerhard Zadrobilek.

## Tappe
| Tappa  | Data      | Percorso                                  | km   | Vincitore di tappa  | Leader cl. generale |
| ------ | --------- | ----------------------------------------- | ---- | ------------------- | ------------------- |
| Prol.  | 13 giugno | Urdorf > Urdorf (cron. individuale)       | 4    | Eric Vanderaerden   | Eric Vanderaerden   |
| 1ª     | 14 giugno | Urdorf > Bülach                           | 186  | Sean Kelly          | Theo de Rooy        |
| 2ª     | 15 giugno | Bülach > Cham                             | 177  | Eric Vanderaerden   | Theo de Rooy        |
| 3ª     | 16 giugno | Cham > Altdorf                            | 183  | Gerard Veldscholten | Urs Zimmermann      |
| 4ª     | 17 giugno | Bürglen > Klausenpass (cron. individuale) | 22,5 | Beat Breu           | Beat Breu           |
| 5ª     | 18 giugno | Bürglen > Lugano                          | 174  | Marc Sergeant       | Beat Breu           |
| 6ª     | 19 giugno | Lugano > Fiesch                           | 230  | Jonathan Boyer      | Urs Zimmermann      |
| 7ª     | 20 giugno | Fiesch > Brügg                            | 274  | Eric Vanderaerden   | Urs Zimmermann      |
| 8ª-1ª  | 21 giugno | Brügg > Brügg (cron. individuale)         | 19,5 | Bert Oosterbosch    | Urs Zimmermann      |
| 8ª-2ª  | 21 giugno | Lyss > Baden                              | 148  | Eddy Planckaert     | Urs Zimmermann      |
| 9ª     | 22 giugno | Baden > Zurigo                            | 208  | Walter Baumgartner  | Urs Zimmermann      |
| Totale | Totale    | Totale                                    | 1626 |                     |                     |

## Dettagli delle tappe

### Prologo
- 13 giugno: Urdorf > Urdorf (cron. individuale) – 4 km

| Pos. | Corridore         | Squadra     | Tempo |
| ---- | ----------------- | ----------- | ----- |
| 1    | Eric Vanderaerden | Panasonic   | 5'12" |
| 2    | Gerrie Knetemann  | Europ Decor | s.t.  |
| 3    | Bert Oosterbosch  | Panasonic   | a 2"  |

| Pos. | Corridore         | Squadra     | Tempo |
| ---- | ----------------- | ----------- | ----- |
| 1    | Eric Vanderaerden | Panasonic   | 5'12" |
| 2    | Gerrie Knetemann  | Europ Decor | s.t.  |
| 3    | Bert Oosterbosch  | Panasonic   | a 2"  |

### 1ª tappa
- 14 giugno: Urdorf > Bülach – 186 km

| Pos. | Corridore     | Squadra     | Tempo    |
| ---- | ------------- | ----------- | -------- |
| 1    | Sean Kelly    | Skil        | 4h39'41" |
| 2    | Harald Maier  | Europ Decor | s.t.     |
| 3    | Phil Anderson | Panasonic   | s.t.     |

| Pos. | Corridore     | Squadra   | Tempo    |
| ---- | ------------- | --------- | -------- |
| 1    | Theo de Rooy  | Panasonic | 4h44'52" |
| 2    | Phil Anderson | Panasonic | a 5"     |
| 3    | Sean Kelly    | Skil      | a 8"     |

### 2ª tappa
- 15 giugno: Bülach > Cham – 177 km

| Pos. | Corridore         | Squadra   | Tempo    |
| ---- | ----------------- | --------- | -------- |
| 1    | Eric Vanderaerden | Panasonic | 4h13'15" |
| 2    | Sean Kelly        | Skil      | s.t.     |
| 3    | Eddy Planckaert   | Panasonic | s.t.     |

| Pos. | Corridore     | Squadra   | Tempo    |
| ---- | ------------- | --------- | -------- |
| 1    | Theo de Rooy  | Panasonic | 8h58'07" |
| 2    | Phil Anderson | Panasonic | a 5"     |
| 3    | Sean Kelly    | Skil      | a 8"     |

### 3ª tappa
- 16 giugno: Cham > Altdorf – 183 km

| Pos. | Corridore           | Squadra     | Tempo    |
| ---- | ------------------- | ----------- | -------- |
| 1    | Gerard Veldscholten | Panasonic   | 4h37'08" |
| 2    | Urs Freuler         | Atala       | a 16"    |
| 3    | Fons De Wolf        | Europ Decor | s.t.     |

| Pos. | Corridore      | Squadra | Tempo     |
| ---- | -------------- | ------- | --------- |
| 1    | Urs Zimmermann | Cilo    | 13h36'03" |

### 4ª tappa
- 17 giugno: Bürglen > Klausenpass (cron. individuale) – 22,5 km

| Pos. | Corridore     | Squadra    | Tempo   |
| ---- | ------------- | ---------- | ------- |
| 1    | Beat Breu     | Cilo       | 55'00"  |
| 2    | Sean Kelly    | Skil       | a 1'09" |
| 3    | Eddy Schepers | Dromedario | a 1'32" |

| Pos. | Corridore      | Squadra | Tempo     |
| ---- | -------------- | ------- | --------- |
| 1    | Beat Breu      | Cilo    | 14h34'49" |
| 2    | Urs Zimmermann | Cilo    | s.t.      |
| 3    | Sean Kelly     | Skil    | a 1'09"   |

### 5ª tappa
- 18 giugno: Bürglen > Lugano – 174 km

| Pos. | Corridore       | Squadra     | Tempo    |
| ---- | --------------- | ----------- | -------- |
| 1    | Marc Sergeant   | Europ Decor | 4h42'45" |
| 2    | Sean Kelly      | Skil        | a 32"    |
| 3    | Pierino Gavazzi | Atala       | s.t.     |

| Pos. | Corridore      | Squadra | Tempo     |
| ---- | -------------- | ------- | --------- |
| 1    | Beat Breu      | Cilo    | 19h18'06" |
| 2    | Urs Zimmermann | Cilo    | s.t.      |
| 3    | Sean Kelly     | Skil    | a 1'09"   |

### 6ª tappa
- 19 giugno: Lugano > Fiesch – 230 km

| Pos. | Corridore          | Squadra | Tempo    |
| ---- | ------------------ | ------- | -------- |
| 1    | Jonathan Boyer     | Skil    | 7h04'15" |
| 2    | Gerhard Zadrobilek | Atala   | a 1'57"  |
| 3    | Urs Zimmermann     | Cilo    | s.t.     |

| Pos. | Corridore          | Squadra | Tempo     |
| ---- | ------------------ | ------- | --------- |
| 1    | Urs Zimmermann     | Cilo    | 26h24'27" |
| 2    | Acácio da Silva    | Malvor  | a 2'12"   |
| 3    | Gerhard Zadrobilek | Atala   | a 2'27"   |

### 7ª tappa
- 20 giugno: Fiesch > Brügg – 274 km

| Pos. | Corridore         | Squadra   | Tempo    |
| ---- | ----------------- | --------- | -------- |
| 1    | Eric Vanderaerden | Panasonic | 6h33'18" |
| 2    | Gilbert Glaus     | Cilo      | s.t.     |
| 3    | Etienne De Beule  | Dries     | s.t.     |

| Pos. | Corridore          | Squadra | Tempo     |
| ---- | ------------------ | ------- | --------- |
| 1    | Urs Zimmermann     | Cilo    | 33h06'05" |
| 2    | Acácio da Silva    | Malvor  | a 2'12"   |
| 3    | Gerhard Zadrobilek | Atala   | a 2'27"   |

### 8ª tappa - 1ª semitappa
- 21 giugno: Brügg > Brügg (cron. individuale) – 19,5 km

| Pos. | Corridore        | Squadra   | Tempo  |
| ---- | ---------------- | --------- | ------ |
| 1    | Bert Oosterbosch | Panasonic | 23'40" |
| 2    | Sean Kelly       | Skil      | a 5"   |
| 3    | Phil Anderson    | Panasonic | a 18"  |

| Pos. | Corridore          | Squadra | Tempo     |
| ---- | ------------------ | ------- | --------- |
| 1    | Urs Zimmermann     | Cilo    | 33h31'12" |
| 2    | Acácio da Silva    | Malvor  | a 2'18"   |
| 3    | Gerhard Zadrobilek | Atala   | a 2'42"   |

### 8ª tappa - 2ª semitappa
- 21 giugno: Lyss > Baden – 148 km

| Pos. | Corridore        | Squadra   | Tempo    |
| ---- | ---------------- | --------- | -------- |
| 1    | Eddy Planckaert  | Panasonic | 3h42'54" |
| 2    | William Tackaert | Fangio    | a 4'35"  |
| 3    | Johan Lammerts   | Panasonic | s.t.     |

| Pos. | Corridore          | Squadra | Tempo     |
| ---- | ------------------ | ------- | --------- |
| 1    | Urs Zimmermann     | Cilo    | 37h20'13" |
| 2    | Acácio da Silva    | Malvor  | a 2'18"   |
| 3    | Gerhard Zadrobilek | Atala   | a 2'42"   |

### 9ª tappa
- 22 giugno: Baden > Zurigo – 208 km

| Pos. | Corridore          | Squadra    | Tempo    |
| ---- | ------------------ | ---------- | -------- |
| 1    | Walter Baumgartner |            | 5h39'10" |
| 2    | Siegfried Hekimi   | Dromedario | a 17'57" |
| 3    | Urs Freuler        | Atala      | a 19'25" |

| Pos. | Corridore          | Squadra | Tempo     |
| ---- | ------------------ | ------- | --------- |
| 1    | Urs Zimmermann     | Cilo    | 42h59'23" |
| 2    | Acácio da Silva    | Malvor  | a 2'18"   |
| 3    | Gerhard Zadrobilek | Atala   | a 2'42"   |

## Classifiche finali

### Classifica generale
| Pos. | Corridore           | Squadra                       | Tempo     |
| ---- | ------------------- | ----------------------------- | --------- |
| 1    | Urs Zimmermann      | Cilo-Aufina-Crans-Montana     | 42h59'23" |
| 2    | Acácio da Silva     | Malvor-Bottecchia             | a 2'18"   |
| 3    | Gerhard Zadrobilek  | Atala-Campagnolo              | a 2'42"   |
| 4    | Sean Kelly          | Skil-Reydel-SEM-Mavic         | a 5'47"   |
| 5    | Phil Anderson       | Panasonic                     | a 5'56"   |
| 6    | Beat Breu           | Cilo-Aufina-Crans-Montana     | a 6'03"   |
| 7    | Harald Maier        | Europ Decor-Boule d'Or        | a 8'30"   |
| 8    | Leo Wellens         | Dries-Verandalux              | a 8'37"   |
| 9    | Gerard Veldscholten | Panasonic                     | a 13'14"  |
| 10   | Claudio Savini      | Dromedario-Alan-Oece-Sidermec | a 15'27"  |